# Fissidens sublimbatus
Fissidens sublimbatus là một loài Rêu trong họ Fissidentaceae. Loài này được Grout mô tả khoa học đầu tiên năm 1936.